# Rocky Boyd
John Erskine „Rocky“ Boyd (* 1936 in Boston) ist ein amerikanischer Jazzmusiker (Tenorsaxophon, Komposition).

## Leben und Wirken
Boyd besuchte die South End Music School, um anschließend am Berklee College of Music und am Boston Conservatory zu studieren. Sein Interesse am Jazz brachte ihn dazu, nach New York zu ziehen; dort war er ab den späten 1950er-Jahren in der Jazzszene tätig. Für Blue Mitchell schrieb er den Jazztitel „Avars“, erschienen auf Mitchells Album Blues’s Mood. 1960 ersetzte er Stanley Turrentine im Max Roach Quintett (bis er für weitere Aufnahmen Roachs durch Walter Benton ersetzt wurde) und nahm 1961 für drei Monate auch Hank Mobleys Platz im Miles Davis Quintet ein, nachdem dieser die Band verlassen hatte. Boyd nahm jedoch nie mit Davis im Studio auf und ging Anfang 1962 mit dem Philly Joe Jones Quintett auf Tour.
1961 legte Boyd bei Jazzland Records sein einziges Album Ease It vor, das er mit Kenny Dorham, Walter Bishop junior, Ron Carter und Pete LaRoca aufgenommen hatte. 1965 trat Boyd mit einem eigenen Quartett beim Summer Jazz Festival im Jazzclub Slug’s Saloon auf.
Laut Ron Wynn (Allmusic) war Boyd ein findiger, bluesiger Tenorsaxophonist, dessen einziges Album Ease It bei seiner Neuauflage fälschlicherweise Kenny Dorham zugeschrieben wurde; es sei ein herausragendes Hardbop-Album.